# Жануария (микрорегион)

Жануария на карте.

Жануария (порт. Microrregião de Januária) — микрорегион в Бразилии, входит в штат Минас-Жерайс. Составная часть мезорегиона Север штата Минас-Жерайс. Население составляет 274 092	человека (на 2010 год). Площадь — 	33 202,772	 км². Плотность населения — 	8,26	 чел./км².

## Демография
Согласно сведениям, собранным в ходе переписи 2010 г. Национальным институтом географии и статистики (IBGE), население микрорегиона составляет:						
| Полное население                             | Полное население                             | Полное население                             | Полное население                             | 274 092 |
| -------------------------------------------- | -------------------------------------------- | -------------------------------------------- | -------------------------------------------- | ------- |
| в том числе:                                 | Городское население                          | 154 361                                      | Процент городского населения, %              | 56,32   |
|                                              | Сельское население                           | 119 731                                      | Процент сельского населения, %               | 43,68   |
|                                              | Мужское население                            | 138 507                                      | Процент мужского населения, %                | 50,53   |
|                                              | Женское население                            | 135 585                                      | Процент женского населения, %                | 49,47   |
| Плотность населения, чел/км²                 | Плотность населения, чел/км²                 | Плотность населения, чел/км²                 | Плотность населения, чел/км²                 | 8,26    |
| Население микрорегиона в % к населению штата | Население микрорегиона в % к населению штата | Население микрорегиона в % к населению штата | Население микрорегиона в % к населению штата | 1,40    |

## Статистика
- Валовой внутренний продукт на 2003 год составляет 631 895 699,00 реалов (данные: Бразильский институт географии и статистики).
- Валовой внутренний продукт на душу населения на 2003 год составляет 2381,20 реалов (данные: Бразильский институт географии и статистики).
- Индекс развития человеческого потенциала на 2000 год составляет 0,655 (данные: Программа развития ООН).

## Состав микрорегиона
В составе микрорегиона включены следующие муниципалитеты:
1. Бониту-ди-Минас
2. Шапада-Гауша
3. Конегу-Маринью
4. Икараи-ди-Минас
5. Итакарамби
6. Жануария
7. Жувенилия
8. Манга
9. Матиас-Кардозу
10. Миравания
11. Монталвания
12. Педрас-ди-Мария-да-Крус
13. Пинтополис
14. Сан-Франсиску
15. Сан-Жуан-дас-Мисойнс
16. Урукуя